# Puccinia zoysiae
Puccinia zoysiae är en svampart som beskrevs av Dietel 1903. Puccinia zoysiae ingår i släktet Puccinia och familjen Pucciniaceae.   Inga underarter finns listade i Catalogue of Life.